# Tito Vuolo
Tito Vuolo (* 22. März 1893 in Gragnano, Italien; † 14. Dezember 1962 in Los Angeles, Kalifornien, USA) war ein italoamerikanischer Schauspieler.

## Karriere
Vuolo gab sein Debüt als Schauspieler in Amerika. Vuolos erster Filmauftritt fand 1941 in dem Film Der Schatten des dünnen Mannes statt. Es folgten viele Filmauftritte in den späten 1940er Jahren. Mit seinem Filmauftritt in Abgeschoben im Jahr 1950 begann für ihn eine erfolgreiche Zeit als Schauspieler. Eine von Vuolos bekanntesten Rollen war die des Commissioner Charra in Die Bestie aus dem Weltenraum. Erst nach einem Gastauftritt in der Fernsehserie Superman – Retter in der Not nahmen seine Auftritte in Fernsehserien zu. So trat er im Laufe der Jahre in den Fernsehserien Lassie, Lux Video Theatre, Der dünne Mann und The Lawless Years auf. Vuolos letzter Auftritt in einem Filmen waren 1959 in Fünf Pennies und Manche mögen’s heiß, wo er zu Beginn des Films die Rolle des Bestatters Mr. Mozzarella spielte. Danach spielte er noch in einigen Serien mit. Mit einem Gastauftritt in der Fernsehserie The Roaring 20’s im Jahr 1961 beendete er seine Karriere.
Am 14. September 1962 starb Vuolo im Alter von 69 Jahren in Kalifornien an Krebs.

## Filmografie (Auswahl)
- 1941: Der Schatten des dünnen Mannes (Shadow of the Thin Man)
- 1946: Mr. and Mrs. North (Fernsehfilm)
- 1947: Das Netz (The Web)
- 1947: Der Todeskuß (Kiss of Death)
- 1947: Trauer muss Elektra tragen (Mourning Becomes Electra)
- 1947: Jede Frau braucht einen Engel (The Bishop’s Wife)
- 1947: Daisy Kenyon
- 1947: Geheimagent T (T-Men)
- 1948: B.F.’s Daughter
- 1948: Nur meiner Frau zuliebe (Mr. Blandings Builds His Dream House)
- 1948: Todeszelle Nr. 5 (I Wouldn’t Be in Your Shoes)
- 1948: Du lebst noch 105 Minuten (Sorry, Wrong Number)
- 1948: The Luck of the Irish
- 1948: Schrei der Großstadt (Cry of the City)
- 1948: When My Baby Smiles at Me
- 1949: Die Straße der Erfolgreichen (Flamingo Road)
- 1949: Der große Gatsby (The Great Gatsby)
- 1949: Ein Mann wie Sprengstoff (The Fountainhead)
- 1949: Blutsfeindschaft (House of Strangers)
- 1949: Schicksal in Wien (The Red Danube)
- 1949: Wenn meine Frau das wüßte (Everybody Does It)
- 1950: Abgeschoben (Deported)
- 1950: Das skandalöse Mädchen (The Petty Girl)
- 1950: Zwischen Mitternacht und Morgen (Between Midnight and Dawn)
- 1950: Unter Einsatz des Lebens (Southside 1-1000)
- 1951: SOS – Zwei Schwiegermütter (The Mating Season)
- 1951: Der Tiger (The Enforcer)
- 1951: Der große Caruso (The Great Caruso)
- 1951: Ein Held für zwei Stunden (Saturday’s Hero)
- 1951: Gangster (The Racket)
- 1952: Liebe, Pauken und Trompeten (Stars and Stripes Forever)
- 1954: Der Würger von Paris (Phantom of the Rue Morgue)
- 1954: Man soll nicht mit der Liebe spielen (Young at Heart)
- 1955: Seine letzte Chance (Six Bridges to Cross)
- 1955: Der Favorit (The Racers)
- 1955: Vorwiegend heiter (It’s Always Fair Weather)
- 1955: Wolkenstürmer (The McConnell Story)
- 1955: Ihr sehr ergebener... (Sincerely Yours)
- 1955: Blutige Straße (Hell on Frisco Bay)
- 1955/1959: Vater ist der Beste (Father Knows Best, Fernsehserie, 2 Folgen)
- 1956: Die Rechnung ging nicht auf (The Killing)
- 1957: Der Tod war schneller (The Midnight Story)
- 1957: Die Bestie aus dem Weltenraum (20 Million Miles to Earth)
- 1957: Lassie (Fernsehserie, Folge 4x04 Ein glücklicher Esel)
- 1957: Ein Leben im Rausch (The Helen Morgan Story)
- 1958: Peter Gunn (Fernsehserie, Folge 1x08)
- 1959: Manche mögen’s heiß (Some Like It Hot)
- 1959: Fünf Pennies (The Five Pennies)
- 1960: Kein Fall für FBI (The Detectives, Fernsehserie, Folge 1x12)
- 1961: Es geschah in den Zwanzigern (The Roaring 20s, Fernsehserie, Folge 1x11)